# Phường 15, Tân Bình
Phường 15 là một phường thuộc quận Tân Bình, Thành phố Hồ Chí Minh, Việt Nam.

## Địa lý
Phường 15 nằm ở phía bắc quận Tân Bình, có vị trí địa lý:
- Phía đông và phía bắc giáp Phường 3, Phường 10, Phường 11, Phường 8, Phường 12, quận Gò Vấp
- Phía tây giáp phường Tây Thạnh, quận Tân Phú và phường Đông Hưng Thuận, Quận 12
- Phía nam giáp Phường 2, Phường 4, Phường 12 và Phường 13.

Phường có diện tích 10,13 km², dân số năm 2021 là 65.699 người,  mật độ dân số đạt 6.485 người/km².

## Lịch sử
Trước năm 1975, địa bàn Phường 15 ngày nay là một phần xã Tân Sơn Nhì, quận Tân Bình, tỉnh Gia Định.
Năm 1976, xã Tân Sơn Nhì giải thể để thành lập các phường mới thuộc quận Tân Bình, trong đó có Phường 15.
Ngày 5 tháng 11 năm 2003, Chính phủ ban hành Nghị định 130/2003/NĐ-CP. Theo đó, điều chỉnh 356,73 ha diện tích tự nhiên và 26.414 người của Phường 15 để thành lập phường Tây Thạnh thuộc quận Tân Phú.
Sau khi điều chỉnh địa giới hành chính, Phường 15 còn lại 1.012,69 ha diện tích tự nhiên, dân số là 34.581 người.
Ngày 23 tháng 11 năm 2006, Chính phủ ban hành Nghị định 143/2006/NĐ-CP. Theo đó, điều chỉnh 0,74 ha diện tích tự nhiên của Phường 15 thuộc quận Tân Bình về Phường 12 thuộc quận Gò Vấp quản lý.